# Tephroseris
Tephroseris is een geslacht van bloeiende planten in de composietenfamilie (Asteraceae).
Het geslacht bevat een aantal soorten die inheems zijn in het noordwesten van Noord-Amerika, en in Europa. In Nederland komt 1 soort voor, moerasandijvie (Tephroseris palustris). Ook in Vlaanderen komt de plant voor.